# Powell River (dystrykt regionalny)
Powell River – dystrykt regionalny w kanadyjskiej prowincji Kolumbia Brytyjska. Siedziba władz znajduje się w Powell River.
Powell River ma 19 906 mieszkańców. Język angielski jest językiem ojczystym dla 89,6%, francuski dla 2,6%, niemiecki dla 1,6%, włoski dla 1,5%, holenderski dla 1,0% mieszkańców (2011).